# 萌繪

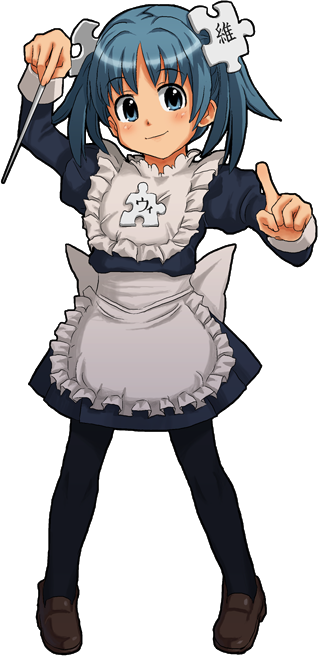
以萌繪手法繪畫的維基娘

萌繪（日语：／ moee），是日本ACG文化獨有的繪畫，其創作目的在於「讓觀客被萌倒」。繪製萌繪的插畫家稱為「繪師」。
萌繪的繪師一般畫十多歲的少女，並把她們設計成臉大、眼大、嘴小的樣子。也有部分萌繪角色會被加上其他萌屬性，女仆装便是一例。
安齋昌幸表示，儘管萌繪背後的理論套路是通用的，但繪師亦不會只把過去流行的繪圖照抄一遍，而是需要時常發掘新的元素。有關趨勢的變化可在Comic Market上找到。有一說認為初音未來之所以能夠成功，就是因為開發者不按萌繪的一般套路去創作。
萌繪在生活的不同層面皆有所應用，從一般廣告到色情製品皆有其影子，不過這也受到了一些批評。部分公司和地區會把萌繪當作推廣自身的吉祥角色，這為一些於路上見到有關推廣的途人所抨擊。他們指責萌繪角色過於煽情，不適合放於路上。
2018年10月30日，電視節目《舒暢下來》（スッキリ）以「萌繪」化的繪本為題進行探討。它表示有些人一看見「萌繪」就聯想到性，故有關繪本受到了一些抵制。繪本的出版社河出书房新社回應道，它的確要求畫家繪製「讓孩子高興得跳起來的」繪畫，事後它為萌繪一事問過畫家，結果答覆是「從一開始就沒說過不能畫萌繪」。兒童文學評論家則表示「孩子也能夠清楚判斷什麼是喜歡的萌繪和不喜歡的萌繪……批評繪本萌繪化的大人，只是無法理解萌繪的不同之處，無法分辨這些萌繪和男性向的動畫有何分別而已」。